# Emirat de Wase
L'emirat de Wase fou un estat i avui dia un emirat tradicional, a Nigèria, a l'estat de Plateau, a la regió del riu Wase. La capital és Wase. La ciutat de Wase va ser fundada al voltant de 1820 per Hassan, membre de la família de Giwa i funcionari fulani de Bauchi, 137 km al nord, en una zona tradicionalment habitada pel poble basherawa i en aquest moment governada pels jukuns. El seu successor Abdu o Abdullahi la va convertir en la seu d'un cacicat, que va ser ampliat per la conquesta dels pobles veïns i devia lleialtat a l'emir de Bauchi. Tropes de la Royal Niger Company van entrar a la ciutat emmurallada el 1898; després de l'ocupació britànica de Bauchi el 1902, Wase es va declarar independent de l'emirat de Bauchi, i el seu Sarkin ("cap") es va titular emir.
L'emirat de Wase segueix funcionant com una unitat, dins de l'estat de Plateau, per a alguns fins tradicionals. La majoria dels seus habitants són yergums (yergam), angas i pobles basherawa (tots predominantment no musulmans) i els fulanis musulmans. L'agricultura és la principal ocupació; els cultius bàsics són la melca i el mill. La mineria ha estat durant molt de temps important a l'entorn de Zurak, 64 quilòmetres al nord-est de la ciutat de Wase; la producció principal a Wase i Zurak és el plom i el zinc, una part del qual s'exporta a Europa; aquests minerals ara estan controlats per l'emir de Wase. La zona està poblada per musulmans però tota la regió a l'entorn és cristiana.

## Sarkins
- 1820 - 1828 Hasan dan Giwa (títol Madakin)
- 1828 - 1848 Abd Allahi I dan Giwa
- 1848 - 1866 Hamman I dan Abd Allahi
- 1866 - 1869 Hamman II dan Umaru
- 1869 - 1874 Sulaymanu dan Hasan
- 1874 - 1877 Muhammadu I dan Abd Allahi
- 1877 - 1878 Muhammadu II dan Abd Allahi
- 1878 - 1902 Muhammadu III dan Musa

## Emirs
- 1902 - 1909 Muhammadu III dan Musa
- 1909 - 1919 Abd Allahi II dan Muhammadu
- 1919 - 1928 Muhammadu IV dan Abd Allahi
- 1928 - 1947 Abu Bakar dan Muhammadu
- 1947 - 2001 Abd Allahi III Mai Kano dan Abd Allahi
- 2001 - 2010 Haruna dan Abd Allahi
- 2010 -. Muhammadu V Sambo Haruna